# Анаркулов, Тургунбай
Тургунба́й Анарку́лов (род. 24 сентября 1948, пос. Уч-Коргон, Джалал-Абадская область) — киргизский политический деятель; председатель Партии кооператоров Киргизской Республики, депутат Жогорку Кенеша (1995—2000); аким Ноокенского района (2000—?).

## Биография
С 1968 года, по окончании Ошского сельскохозяйственного техникума, работал в совхозе «Таш-Кумыр», стерилизатором на Ошском плодоовощном комбинате. В 1969—1971 годах служил в Советской армии.
С 1971 года — продавец, старший товаровед, заместитель директора кооперативного торгового учреждения в Таш-Кумыре, затем — заведующий отделом заготовки сельскохозяйственной продукции Ошского облпотребсоюза. В 1978 году заочно окончил экономический факультет Киргизского госуниверситета.
С 1978 года — директор Базар-Курганской районной заготконторы, председатель Базар-Курганского, затем Араванского райпотребсоюза; с 1987 года — первый заместитель председателя правления Ошского облпотребсоюза. В 1991—1998 годах — председатель правления Джалал-Абадского облпотребсоюза; содействовал становлению Коммерческого института Кыргызпотребсоюза в Джалал-Абаде (ныне — Университет экономики и предпринимательства). В 1998—2000 годах — председатель Кыргызпотребсоюза.
С 2000 года — аким Ноокенского района.

### Семья
Женат. Дочери — Сейил, Сейдегуль, Бактыгуль, сыновья — Бакыт, Кубаныч, Темирбек.

## Политическая деятельность
Неоднократно избирался депутатом районных, областных кенешей. В 1995—2000 годах — депутат Собрания народных представителей Жогорку Кенеша. С 1999 года — председатель «Партии кооператоров Киргизской Республики».

## Награды
- Орден «Знак Почёта»
- Почётная грамота Киргизской Республики
- За заслуги перед государством имя Т.Анаркулова занесено в книгу «Данк» («Слава»).
- За существенный вклад в социально-экономического развития страны награжден почетным званием «Заслуженный работник сферы обслуживания населения Кыргызской Республики»